# Ледер, Владислав Людвигович
Владислав Людвигович Ледер (Файнштейн) (пол. Władysław (Zdzisław) Leder (Feinstein)) (1880 — 1938) — российский и польский революционер, член Заграничного бюро ЦК РСДРП.

## Биография
Родился в еврейской семье Людвига Файнштейна и Розы Лившиц. Учился на машиностроительном факультете Варшавского политехнического института. С 1901 до 1902 руководил революционной агитацией среди варшавских рабочих. Сотрудничал с Розалией Люксембург, Яном Тышкой, Юлианом Мархлевским, Адольфом Варским и Феликсом Дзержинским. Являлся одним из организаторов нелегальной типографии, в феврале 1905 стал из организаторов всеобщей забастовки. В 1903 становится членом Социал-демократии Королевства Польского и Литвы (СДКПиЛ), в 1906 вступил в РСДРП. С 1906 до 1911 член главного правления СДКПиЛ, также с 1908 до 1910 секретарь главного правления. Был редактором газеты «Красное Знамя» (пол. «Czerwony Sztandar»). До 7 (20) ноября 1910 состоял членом ЦК РСДРП — СДКПиЛ, и членом Заграничного бюро ЦК РСДРП — СДКПиЛ. В 1918 вступил в Польскую коммунистическую партию. В 1921 переехал в РСФСР и вступил в РКП(б), с 1921 до 1924 работал в Профинтерне в Веймарской республике. С 1924 до 1926 работал научным секретарём председателя ВСНХ СССР Ф. Э. Дзержинского. Работал руководителем отдела стандартизации и рационализации производства ВСНХ СССР. После реорганизации ВСНХ СССР в 1933 перешёл на работу во Всесоюзную книжную палату. Проживал в столице по адресу: улица Грановского, дом 5, квартира 159. 1 сентября 1937 репрессирован, арестован и в феврале 1938 расстрелян (по другим сведениям, умер в ИТЛ). С 1909 был женат на Лиле Хиршфельд, члене СДКПиЛ, от которой у него было двое сыновей: В. В. Ледер и С. В. Ледер.

## Публикации
- Ледер В. Л. Марцин Каспшак: из жизни и борьбы польского революционера. 1906.[2]